# Операция «Вегетарианец»
Операция «Вегетарианец» — британский план биологической войны, разработанный в 1942 году и заключающийся в распространении жмыха, начинённого спорами сибирской язвы, на сельскохозяйственные угодья в северной части Германии. Жмых мог быть съеден скотом, мясо которого после было бы употреблено в пищу гражданским населением, что в конечном счёте могло привести к заражению сибирской язвой и гибели миллионов мирных жителей. Более того, это привело бы к уничтожению большей части поголовья крупного рогатого скота в Германии, создав огромную нехватку продовольствия для остального населения и войск. Подготовка не была завершена до начала 1944 года.

## История

### Название
Название отсылает к практике вегетарианства и заключается в том, что при массовом падёже скота германская армия и гражданское население будет лишено возможности употребление мяса в пищу, что вызовет голод и принудительное исключение мясных продуктов из рациона.

### Производство
Усилия по исследованию возможности проведения операции «Вегетарианец» начались в 1942 году с директора биологического факультета Портон-Дауна — Пола Филдса. Ему было приказано найти подходящих поставщиков химикатов, необходимых для производства как спор сибирской язвы, так и самих лепёшек, а также специализированных контейнеров для их перевозки во избежание утечки болезни во время транспортировки. Это также означало, что некоторые самолёты британских ВВС пришлось модифицировать, чтобы сбрасывать сами хлеба со спорами, не уничтожая их при этом. Производство заражённых лепёшек было передано не связанной с проектом компании «Olympia Oil and Cake Company», расположенной в Блэкберн-Медоуз, для производства больших партий лепёшек. Нарезка хлебов на нужные размеры была поручена производителю мыла «J&E Atkinson». С ними был заключен контракт на нарезку лепёшек размером «2,5 см в диаметре и весом 10 граммов» и производство около 180 000—250 000 штук в неделю с конечной целью в 5 273 400 лепёшек к концу апреля 1943 года.
Споры сибирской язвы были произведены правительством в лаборатории Министерства сельского хозяйства, рыболовства и продовольствия, где другие ответственные ученые отвечали за разработку метода инъекции, позволяющий ввести бактерии сибирской язвы в лепёшки. Фактическое задание по введению сибирской язвы было поручено 13 женщинам, которые ранее работали мыловарами. Контейнеры, выбранные для размещения в них хлебов, допускали легкое развертывание, а затем непосредственный доступ для скота, представляли собой квадратные картонные коробки площадью 18 см, вмещающие до 400 хлебов каждая, со стальной ручкой, чтобы их можно было перемещать с минимальным контактом.
Последней производственной задачей была дискуссия о том, каким образом прикрепить контейнеры к самолётам Королевских ВВС и произвести с них выброс лепёшек. В конце концов, ВВС Великобритании разработали систему деревянных лотков, которые можно было прикрепить к небольшим парашютам для их последующего выпуска. Самолётами, модифицированными для этой задачи, были: Avro Lancasters, Handley Page Halifaxs и Short Stirlings.

### Тестирование и развертывание
Испытания сибирской язвы в качестве метода уничтожения животных, проводились на острове Груинард, недалеко от побережья Шотландии. Этот островок был выбран из-за его небольшого размера, всего 520 соток, и отсутствия жителей, а также наличия близлежащей военной базы в Лох-Ю, которая служила плацдармом. Основные испытания эффективности сибирской язвы были проведены на острове в 1940 и 1941 годах, когда споры были введены в химическую бомбу, которая была сброшена на 60 овец, предварительно доставленных на остров. Сама бомба содержала суспензию концентрированных спор сибирской язвы и была сброшена с бомбардировщика Vickers Wellington. Результаты испытания превзошли все ожидания: овцы погибли за несколько дней, но через несколько месяцев после этого, также заразилось несколько сельскохозяйственных животных на материке. Позже выяснилось, что одна из закопанных туш овец была выкопана сильным штормом и выброшена на берег. Другие испытания продолжались до 1943 года, когда риск заражения близлежащего населения стал слишком велик, и остров был изолирован от движения лодок и самолётов. Из-за повсеместного заражения спорами сибирской язвы эта земля оставалась закрытой до 1990 года.
Операция «Вегетарианец» была полностью готова к осуществлению весной 1944 года. Были составлены планы сбрасывания лепёшек летом, когда немецкий скот будет открыто пастись в полях. Чтобы побудить скот есть заражённые лепёшки, их нужно было сбросить после того, как весенняя трава будет съедена, а количество оставшегося корма будет ограничено. Рейд и сбрасывание с воздуха нужно было провести одним вылетом и как можно быстрее, чтобы немецкие военные не узнали о том, что сбрасывается. Филдс подсчитал, что траектория полета через Ольденбург и Ганновер может быть достигнута за 18 минут и покрыть 60 миль пастбищ. Но к тому времени, когда наступило запланированное лето, произошло вторжение в Нормандию, и войска союзников начали успешно продвигаться к границам Германии через север, в результате чего операция «Вегетарианец» была прекращена за неимением смысла. Пять миллионов заражённых хлебов, предназначавшихся для выброса в Германии, в конечном итоге были уничтожены в мусоросжигательном заводе, вскоре после окончания Второй мировой войны.

## В культуре
В своем романе «Невозможные мертвецы» (2011) автор Иэн Рэнкин упоминает тайные события, связанные с удалением загрязненных почв с острова Грюинард шотландской спецгруппой «Dark Harvest Commando» и удалением острова с карт британским правительством. Остров также является основным местом действия романа Кристины Фернандес Кубас «Эль Аньо де Грасиа» 1985 года, в котором главный герой проводит на острове зиму, потерпев кораблекрушение.